# J. A. Lindon
James Albert Lindon (c. 1914 – 16 de dezembro de 1979) foi um entusiasta de quebra-cabeças e poeta inglês especializado em poesia bem-humorada, escrita constrangida e poesia infantil.
Lindon radicou-se em Addlestone e Weybridge.  Seus poemas frequentemente ganhavam competições semanais de jornais, e alguns poucos chegaram a aparecer em antologias, como em Yet More Comic and Curious Verse, compilado por J. M. Cohen, publicado pela editora Penguin Books em 1959.  Entre suas obras antologiadas incluem-se várias paródias, incluindo paródias de Dylan Thomas, EE Cummings, TE Brown, Lewis Carroll, Rudyard Kipling e Ernest L. Thayer.  Seus poemas palindrômicos apareciam ocasionalmente no periódico Word Ways: The Journal of Recreational Linguistics, e vários deles foram coletados no livro Palindromes and Anagrams, de Howard W. Bergerson. Lindon também é conhecido como sendo o primeiro, no mundo, a ter escrito um vocabularyclept poem, um poema construído pela reorganização das palavras de um poema preexistente.
O autor Martin Gardner elogiou a poesia de Lindon em muitas ocasiões, referindo-se a ele como o maior escritor inglês de versos cômicos. Sua habilidade no jogo de palavras foi igualmente elogiada por Bergerson, Dmitri Borgmann e outros, que o consideravam como um dos melhores criadores de palíndromos do mundo.
Além de poeta, Lindon era um escritor e solucionador de quebra-cabeças talentoso, especialmente daqueles de matemática recreativa. Ele foi responsável pela maior parte do trabalho pioneiro em quadrados antimágicos.